# Volcano, The Blast Coaster
Volcano, The Blast Coaster in Kings Dominion (Doswell, Virginia, USA) war eine Stahlachterbahn vom Modell Suspended Catapult Coaster des Herstellers Intamin, die am 3. August 1998 im damaligen Paramount’s Kings Dominion eröffnet wurde.
Sie war der erste Inverted Coaster mit Abschuss und ist auch bis jetzt noch die einzige Achterbahn des Typs Suspended Catapult Coaster gewesen.
Der Berg, in und um den die Bahn gebaut wurde, existierte bereits seit 1979. Bevor Volcano hineingebaut wurde, befanden sich eine Anzahl von Attraktionen darin.
Anfang des Jahres 2019 wurden der Berg und die Bahn demontiert.

## Fotos

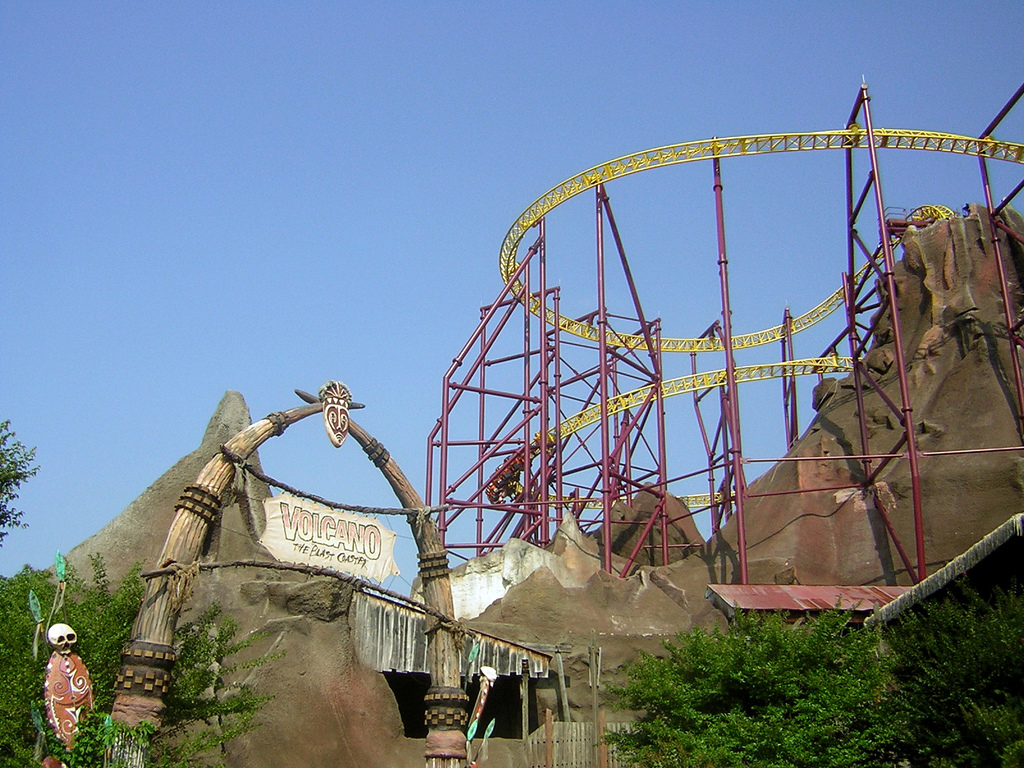
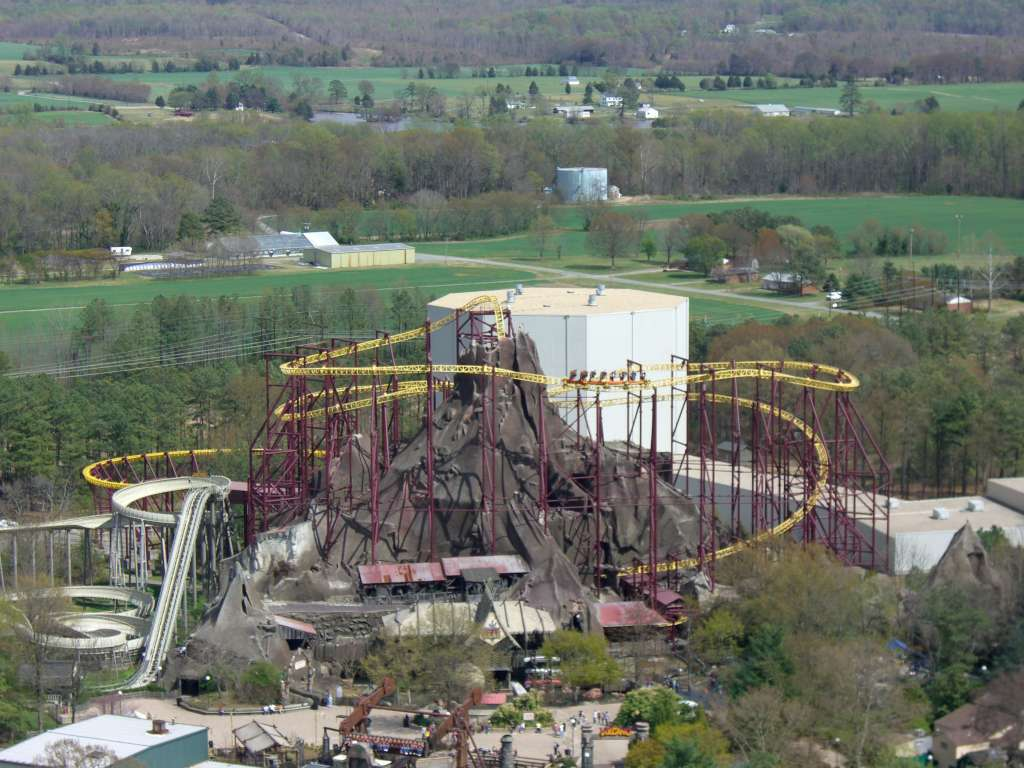

## Fahrt
Der Zug wurde mittels zwei horizontaler LIM-Beschleunigungsstrecken auf rund 113 km/h beschleunigt und schoss dann senkrecht aus dem 47,2 m hohen künstlichen Vulkan heraus, worauf sich ein so genannter Roll-Out anschloss. Der weiter Fahrablauf beinhaltete drei Heartline-Rolls sowie einige Kurven um die Vulkanaußenseite herum.

## Züge
Volcano, The Blast Coaster besaß drei Züge mit jeweils vier Wagen. In jedem Wagen konnten vier Personen (zwei Reihen à zwei Personen) Platz nehmen. Die Fahrgäste mussten mindestens 1,37 m groß sein, um mitfahren zu dürfen. Als Rückhaltesystem kamen Schulterbügel zum Einsatz.